# Pterospermum mengii
Pterospermum mengii är en malvaväxtart som beskrevs av P.Wilkie. Pterospermum mengii ingår i släktet Pterospermum och familjen malvaväxter. Inga underarter finns listade i Catalogue of Life.